# Megaselia rivalis
Megaselia rivalis är en tvåvingeart som först beskrevs av Wood 1909.  Megaselia rivalis ingår i släktet Megaselia och familjen puckelflugor. Inga underarter finns listade i Catalogue of Life.